# 장기 (후한)
장기(蔣奇, ? ~ ?)는 중국 후한 말의 군벌 원소(袁紹)의 부하이다.

## 생애
건안(建安) 5년(200년) 10월, 원소와 조조(曹操)의 싸움이 종반에 다다르고 있을 때 원소는 도독(都督) 순우경(淳于瓊)에게 군량기지인 오소(烏巢)를 수비하도록 하였다. 이때 원소의 참모 저수(沮授)는 장기에게 별동대를 붙여 오소에 보내어, 조조의 기습을 예방하자고 진언하였다. 그러나 원소는 듣지 않았고, 결국 오소는 조조의 기습을 받아 함락당하였다.
패전 후 장기는 동료 맹대(孟岱)와 함께, 평소 사이가 좋지 않았던 심배(審配)를 참언하여 실각시키려 하였으나, 심배는 봉기(逢紀)의 변호로 무사할 수 있었다.

## 《삼국지연의》 속 장기
조조는 오소를 습격하러 갈 때, 허유(許攸)의 진언으로 장기의 군세로 가장하여 원소군의 진영을 빠져나간다.
진짜 장기는 오소가 불탄 후 원소의 명령으로 구원에 나서지만, 이번에는 이미 패한 순우경의 군세로 가장한 조조군에 합류하고 만다. 그 결과 조조군 속에 있던 장료(張遼)에게 죽임을 당한다.